# Fotbal Club Carmen București
Il Fotbal Club Carmen București fu una squadra rumena di calcio d'anteguerra, poi soppressa con l'instaurazione del comunismo per far spazio alla Steaua. Viene rifondata nel 2017 e poi sciolta nuovamente dopo due stagioni, nell'estate 2019.

## Storia
La squadra fu fondata nel 1937 dall'imprenditore Dumitru Mociorniță, che diede al club prima il proprio cognome, poi il nome della moglie. I colori erano rosso-neri.
Dopo la fine della Seconda guerra mondiale, il campionato venne fatto ripartire da zero e la Carmen vinse le qualificazioni della capitale, guadagnando un posto nella Divizia A 1946-1947, dove alla fine giungerà incredibilmente seconda.
Nell'inverno del 1947 però, la squadra giocò un'amichevole contro la Dinamo Tblisi, e il governo rumeno consigliò alla Carmen di perdere, al fine di dimostrare la superiorità dell'organizzazione sovietica. Mociorniță, che tra l'altro era un parlamentare del partito liberale, non seguì il suggerimento e la Carmen vinse il match mandando in collera il ministro degli esteri, Ana Pauker. L'estate successiva la Federazione dichiarò la Carmen un covo di borghesi reazionari ed espulse il club, mentre sul piano legale Mociorniță venne dichiarato evidentemente fascista e spedito in galera, mentre anche suo figlio fu messo agli arresti.
Il posto in prima divisione della Carmen fu dato al nuovo club bolscevico appena formato dal ministero della difesa: la Steaua Bucarest.

### Rifondazione
Nel 2017 venne rifondata da una cerchia di uomini d'affari di Bucharest che con il consenso della famiglia Mociorniță chiama la squadra con lo stesso nome. Giocò nella quarta divisione classificandosi quinta al termine della stagione 2017-2018.
Nella stagione successiva riesce a qualificarsi per i playoff in seguito ad essersi piazzata seconda nel campionato del distretto di Bucarest. Vince contro 3-1 con il Bucarest Progress 2005, 5-2 con il CS FC Dinamo e 1-0 con lo Steaua București divenendo così campione del distretto. Si gioca la promozione nella Liga III con il Mostiştea Ulmu, campione del distretto di Călărași. All'andata gioca in trasferta pareggiando 3-3. In casa perdono 0-1 vedendo svanita la promozione.
La squadra non verrà iscritta alla stagione 2019-2020. Il proprietario Ovidiu Adrian Onosa, decide di far concludere l'attività della squadra l'estate stessa, investendo sul CS Sportul Snagov, una squadra della Liga II con ingenti problemi finanziari, decidendo di chiamarla l'estate successiva Carmen Bucureşti. Onosa porta con sé nello Snagov cinque giocatori del Carmen: Octavian Stanciu (portiere, 22 anni,), Doru Bratu (difensore centrale, 30 anni), Florin Lungu (centrocampista centrale, 24 anni), Alexandru Nichita (centrocampista centrale, 27 anni), Narcis Ioniţă (centrocampista, 19 anni). Dopo una prima parte di campionato deludente Onosa si ritira dallo Snagov, che dopo essere esonerato dal campionato fallisce, spostando i suoi investimenti nella Dacia Unirea Brăila, una squadra della Liga III.

## Palmarès

### Altri piazzamenti
- Liga I / Divizia A:

Secondo posto: 1946-1947
- Liga IV:

Quinto posto: 2017-2018
Campione di distretto: 2018-2019